# Commun numérique
Un commun numérique est une ressource numérique produite, gérée et gouvernée par une communauté d'utilisateurs selon des règles de gouvernance conjointement élaborées. La dématérialisation de la ressource et les licences libres associées permettent à un commun numérique d’offrir à tous les membres de sa communauté les libertés d’accès, d'usage, d'étude, d'amélioration et de partage de la ressource.
Les communs numériques sont une application de la notion de communs à des ressources numériques. Contrairement aux communs naturels ou fonciers, ils relèvent de ressources immatérielles et intangibles et se caractérisent par une production et une distribution indissociables des technologies numériques. Ils se distinguent des biens communs ou encore des biens communs informationnels, en ce qu'ils impliquent, non seulement une ressource partagée mais également une communauté et une gouvernance propre.
Parmi les exemples les plus cités, on retrouve l’encyclopédie Wikipédia, le projet OpenStreetMap de cartographie en ligne, le projet Open Food Facts , base des données nutritionnelles et de nombreux logiciels libres tels que VLC ou le système d'exploitation GNU/ Linux.
On parle également de « mouvement des communs numériques ». Ce mouvement a d'abord été concentré sur l’accès aux œuvres, informations et connaissances, puis étendu aux données, avant d'être ouvert sur le champ de la démocratie participative, des initiatives citoyennes et d'activités de plateformes.

## Définition
Les communs numériques sont des ressources partagées, gérées et maintenues collectivement par une communauté. Cela n'inclut pas nécessairement l'ensemble des ressources numériques ouvertes, telles que les données ouvertes ou les logiciels libres qui, bien que conçues par des communautés selon des règles propices à l'ouverture et au partage, ne disposent pas toujours de règles de gouvernance conjointement élaborées.

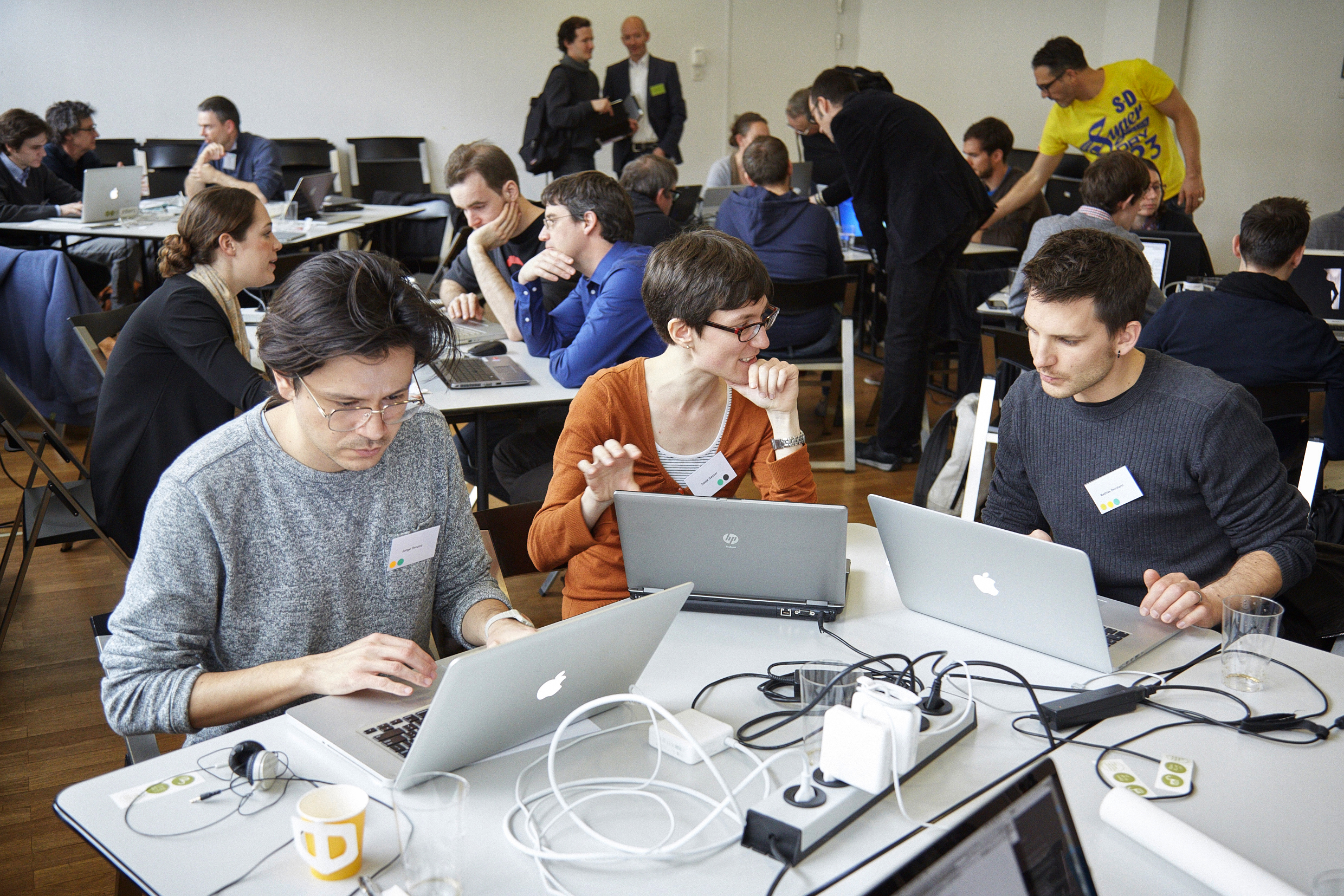
Exemple d'editathon en Suisse
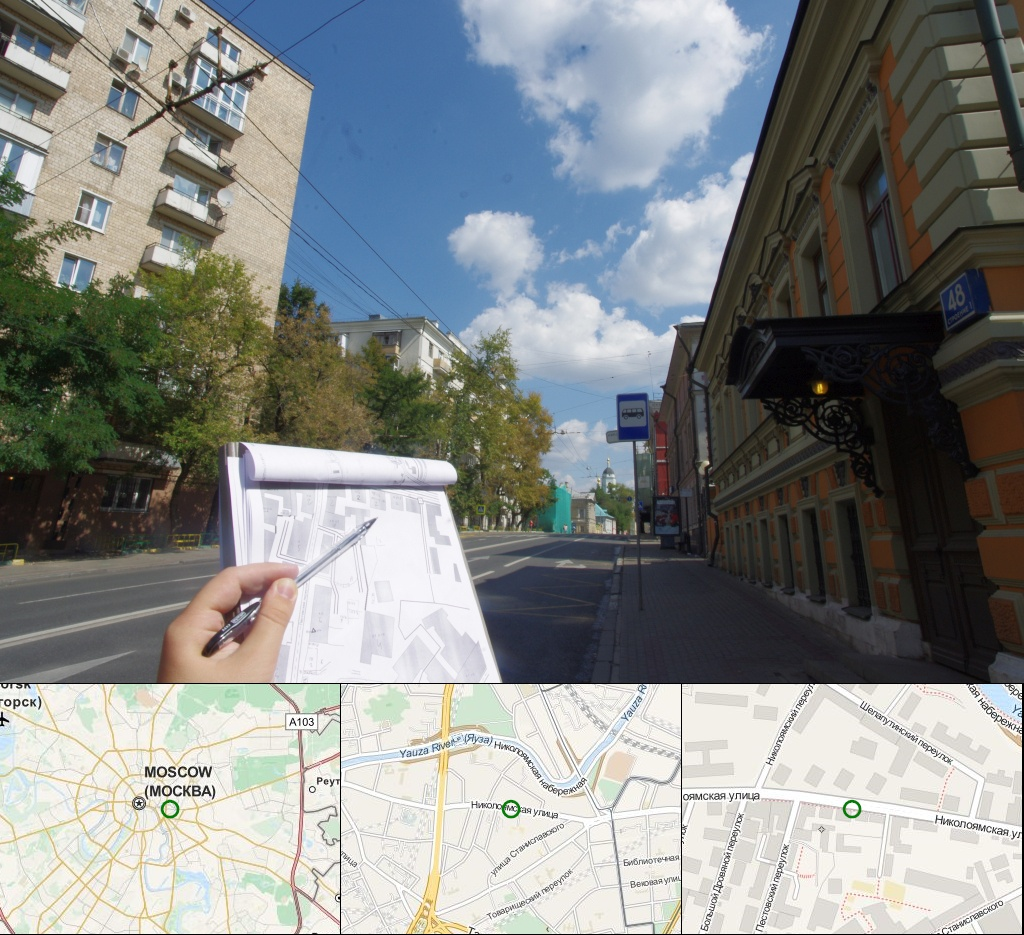
Mapping party OpenStreetMap
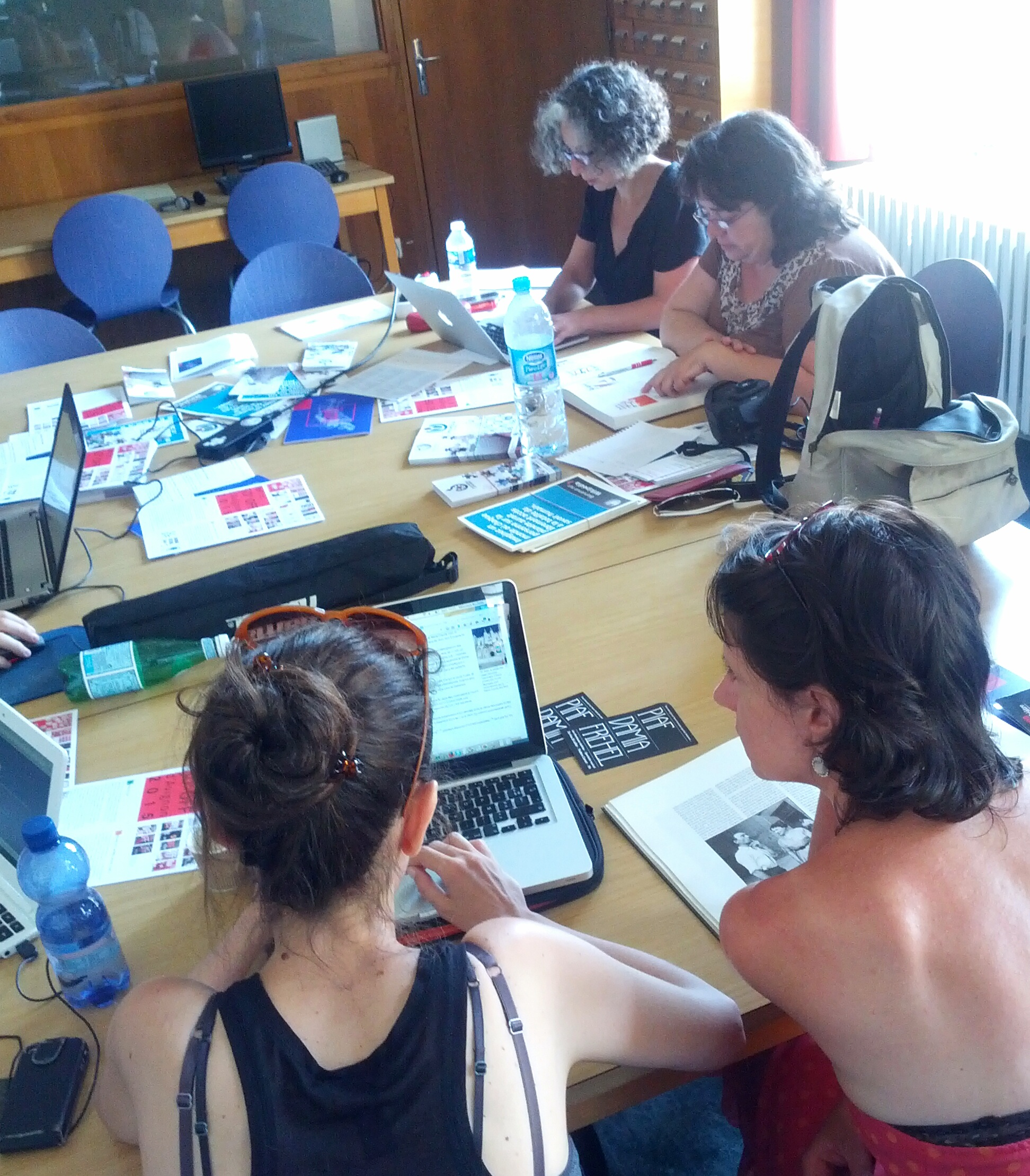
Un exemple d'editathon au Festival d'Avignon
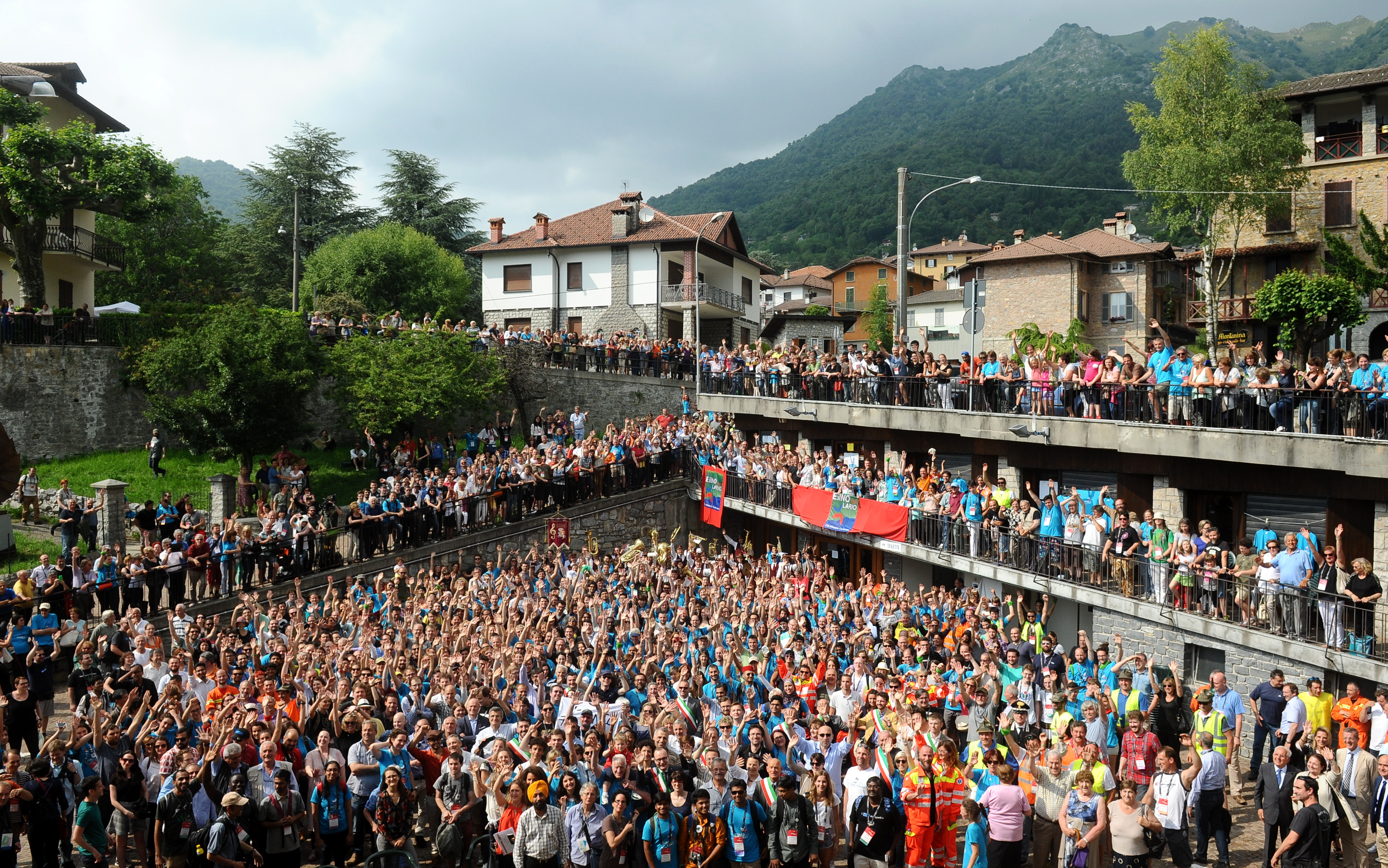
Photo de groupe à Wikimania 2016 en Italie
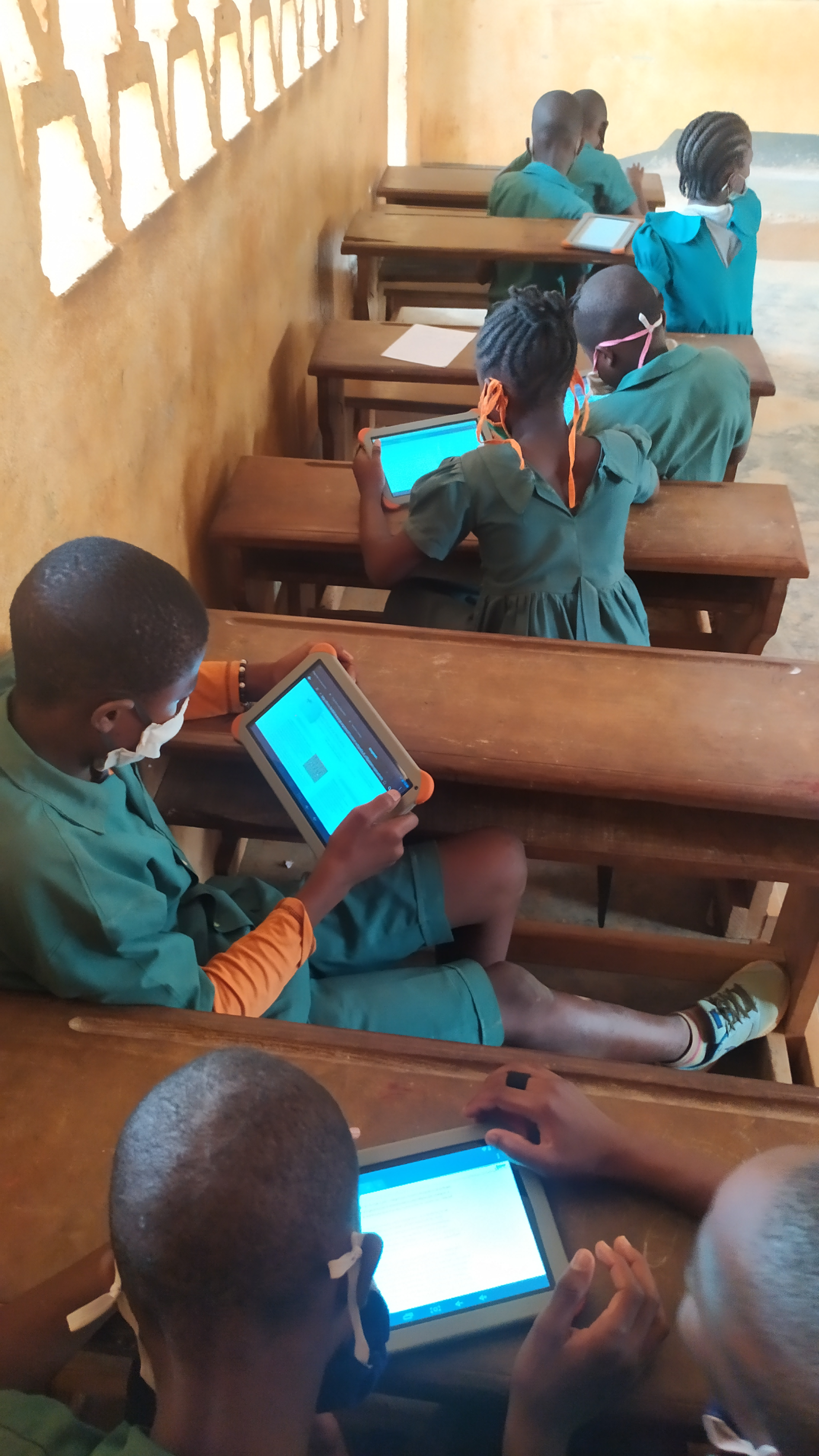
Elèves éditant Vikidia au Cameroun

### Communs numériques et logiciels libres
Un logiciel libre est un logiciel dont l'utilisation, l'étude, la modification et la diffusion de versions modifiées sont permises, techniquement et juridiquement. Le but est de garantir certaines libertés induites, dont le contrôle du programme par l'utilisateur et la possibilité de partage du programme et de versions modifiées avec d'autres. Mais il ne suffit pas qu'un logiciel soit libre pour être un commun numérique : il faut qu'il soit l'objet d'une gouvernance dédiée impliquant une communauté et que le programme soit ouvert aux contributions.   
La distinction entre logiciel libre et communs numériques peut être illustrée par le développement et l'utilisation de très nombreux logiciels libres par de très nombreux prestataires de services dont la gouvernance n'est pas ouverte à la communauté associée et qui ne sont pas non plus fédérés dans une forme de gouvernance conjointe. A fortiori, cette distinction entre commun numérique et logiciel libre vaut aussi pour l'open source qui s'attache avant tout à promouvoir les avantages d'une méthode de développement au travers de la réutilisation du code source.

### Communs numériques et données ouvertes
Les données ouvertes, (en anglais : open data) sont des données numériques dont l'accès et l'usage sont laissés libres aux usagers, qui peuvent être d'origine privée mais surtout publique, produites notamment par une collectivité ou un établissement public. Elles sont diffusées de manière structurée selon une méthode et une licence ouverte garantissant leur libre accès et leur réutilisation par tous, sans restriction technique, juridique ou financière. Les données ouvertes se distinguent des communs numériques, notamment quant aux règles de mises en partage et de contribution notamment lorsque les règles de gouvernance appliquées à leur gestion ne sont pas élaborées de manière conjointe avec la communauté d'utilisateurs et de contributeurs concernés. En revanche, certaines données ouvertes, par exemple par l'administration, peuvent, au gré des licences qui leur sont appliquées, servir à la constitution d'un commun numérique comme OpenFisca.

### Communs numériques et biens communs
Les communs et a fortiori les communs numériques se distinguent des biens communs.
| Biens Communs | Biens communs (par nature) | 1 | Biens non exclusifs et rivaux, sujets à des dilemmes sociaux (notamment la surexploitation) | Les arbres d'une forêt                          | Économie                                    | E. Ostrom, P.Samuelson                    |
| Biens Communs | Biens communs (par nature) | 2 | Choses communes exclues de la propriété privée et à l'usage de tous les humains | L'air                                           | Droit, Histoire                             | MA Chardeaux J. Rochfeld                  |
| Biens Communs | Biens communs (institués)  | 3 | Choses instituées comme étant nécessaires à l'exercice des droits fondamentaux, au libre développement de la personne et des générations futures et dont l'accès à tous doit être assurée par la loi | Les zones environnementales protégées           | Droit                                       | Commission Rodotà                         |
| Biens Communs | Biens commun numériques    | 4 | Ressources numériques (système ou unité) accessibles par tous, parfois sous certaines conditions (similaire à la définition no 3)                                                                    | Photos sous licence Creative Commons            | Droit et Économie                           | L. Lessig, P. Aigrain                     |
| Communs       | Communs                    | 5 | Toute ressource (système et unités) en accès partagé gérée de manière auto-organisée par une communauté en vue de garantir l'intégrité de la ressource dans le temps                                 | Système d'irrigation (système) et l'eau (unité) | Sciences-politiques, Économie               | Hess & Oström                             |
| Communs       | Communs numériques         | 6 | Ressources numériques (système et unité) au régime de propriété partagé, dont la gouvernance est participative et qui sert à son enrichissement (similaire à la définition no 5)                     | Wikipédia                                       | Droit , Économie                            | E. Oström, C. Hess, B. Coriat, Y. Benkler |
| Commun        | Commun commoning           | 7 | Le principe politique de la praxis instituante d'autogouvernement | Coopératives                                    | Philosophie Politique, Économique politique | Dardot & Laval                            |

## Histoire des communs numériques
Les communs numériques s’inscrivent dans la longue histoire des communs et ont renouvelé la théorie et les pratiques des communs traditionnels et matériels. Les communs décrivent des pratiques historiques de partage de ressources au sein communautés paysannes et villageoises. À partir du milieu du XVIIIe siècle, sous l’influence de penseurs promoteurs de la propriété privée (Thomas Hobbes, John Locke, Adam Smith) et dans un contexte de révolution industrielle, les pratiques populaires des communs disparaissent progressivement, quand elles ne sont pas démantelées par la loi. Plusieurs facteurs vont concourir à partir du début des années 2000 à un retour des communs dans l’espace public et dans les pratiques : le déploiement d’un champ de recherche consacré aux communs porté par l’école de Bloomington autour d’Elinor Ostrom, le constat des effets sur l’environnement d’une pensée économique libérale dont la propriété privée constitue l’un des piliers, et le déploiement des technologies numériques.
Le numérique joue un double rôle dans ce retour des communs. D’une part en découplant les informations et plus largement les connaissances de leur support matériel (ex : passage du livre papier à l’e-book), celles-ci deviennent des ressources non rivales (A fournit une information à B, pour autant A ne se prive pas de l’information) et non exclusives (A détient une information mais ne peut empêcher d’autres personnes d’y accéder), ce qui en rend possible leur partage. D’autre part, les réseaux numériques, en reliant des acteurs distants, permettent l’émergence de communautés déterritorialisées, à large échelle. Lorsque déployé dans le cadre d'une gouvernance conjointe, le logiciel libre est de ce point de vue un commun numérique type : le code est régi par des droits d’usage ; il est développé, modifié, corrigé par une communauté de développeurs qui travaillent à distance ou non selon des règles de gouvernance prédéfinies.
L’introduction des communs numériques dans le débat public est dans un premier temps le fruit d’une résistance aux logiques d’extension du champ de la propriété intellectuelle (brevet sur le logiciel et sur le vivant, allongement du droit d’auteur). Celle-ci est définie comme une « enclosure de la connaissance » (James Boyle). Aux États-Unis, trois initiatives principales marqueront cette résistance et contribueront à l’émergence des communs numériques : la publication de la GNU General Public Licence par Richard Stallman et Eben Moeglen en 1989 qui fournira au logiciel libre un cadre légal ; la création par Jimmy Wales et Larry Sanger de Wikipédia en 2001 ; le lancement des licences Creative Commons par Larry Lessig et James Boyle la même année.
En France, les promoteurs du logiciel libre s’organisent à travers des associations à partir de la fin des années 1990, notamment autour de l’April, l'association francophone de promotion et de défense du logiciel libre, ou de Framasoft, collectif proposant des services numériques sous forme de communs. Il faut attendre le milieu des années 2000 pour que le sujet général des communs numériques soit introduit dans l’espace public, notamment sous l’impulsion de l’informaticien, entrepreneur du logiciel libre et penseur du numérique Philippe Aigrain et de l’association Vecam.
En octobre 2003, se tient à Paris (Maison des métallos) une rencontre du réseau I3C (Internet coopératif, créatif et citoyen) qui entend introduire la question de la limitation de la propriété intellectuelle dans le cadre du SMSI (Sommet mondial sur la société de l’information) prévu à Genève en décembre de la même année. Participent notamment à cette rencontre des représentants des Creative Commons et des acteurs du logiciel libre. En 2005 se tient à l’ENST (aujourd’hui Télécom Paris) la première rencontre internationale dédiée aux communs de la connaissance, qui rassemble des acteurs du logiciel libre, des semences ouvertes, des médicaments génériques, de la science ouverte. En 2009 est lancé le « Réseau francophone des biens communs », qui organisera deux festivals dédiés aux communs, l’un en 2013 « Villes en communs » et l’autre en 2015 « le Temps des communs » Après avoir lancé le manifeste « Reclaim the commons » lors du Forum social mondial de Belém (Brésil) en 2009, Frédéric Sultan et Alain Ambrosi constituent le collectif « Remix the commons » qui porte la question des communs au-delà des communs numériques.
En 2012, est créé par Lionel Maurel (blog SILex) et Silvère Mercier le collectif Savoirscom1 qui promeut l'approche des biens communs dans les politiques publiques de l'accès à l'information. Entre 2013 et 2016, deux membres de Vecam – Michel Briand et Valérie Peugeot – entrés au Conseil national du numérique, font la promotion des communs numériques, notamment dans le cadre de la préparation de la loi pour une République numérique, adoptée en 2016. La loi prévoyait initialement de faire rentrer le terme de « communs » dans le droit, mais devant l’opposition des industries culturelles, l’article est retiré. En revanche les principes de la science ouverte et de l’open data sont inscrits dans la loi.
À la même époque, un bouillonnement d’activités autour des communs voit le jour, à la fois dans le monde universitaire, notamment autour de Louise Merzeau (création d’un Master à Paris Nanterre) et Benjamin Coriat (ANR Propice), dans celui de l’économie sociale et solidaire (création de la coop des communs).

## Illustrations d'acteurs des communs numériques
|  | Framasoft est un réseau d'éducation populaire consacré principalement au logiciel libre. Il est soutenu depuis 2004 par l'association du même nom. Espace d'orientation, d'informations, d'actualités, d'échanges et de projets, Framasoft est une porte d'entrée francophone du logiciel libre. Sa communauté assiste, conseille et crée des ressources à destination de ceux qui découvrent et font leurs premiers pas pour remplacer leurs logiciels propriétaires par des logiciels libres. Plus récemment, l'association fournit et maintient des services libres, démontrant leur viabilité à une échelle intermédiaire. |
|  | Mozilla est une communauté développant des logiciels libres sous la direction de la Fondation Mozilla. Elle développe et publie les produits Mozilla, tous libres d'accès et respectant le Manifeste Mozilla émis en 2007 par Mitchell Baker afin d'améliorer l'internet. Les logiciels sont entre autres le navigateur internet Firefox ordinateurs et mobiles, le logiciel de courrier Thunderbird, l'OS Firefox mobile et le gestionnaire de bugs Bugzilla. Elle a aussi financé des projets libres à travers le Mozilla Open Source Support Program.                                                                       |
|  | Open Food Facts est un projet collaboratif né en 2012 dont le but est de constituer une base de données libre et ouverte sur les produits alimentaires commercialisés dans le monde entier. La communauté des contributeurs scanne les informations sur les composants des produits alimentaires et apporte ses données à la base. Open Food Facts est disponible via un site web ou des applications pour mobiles. |
|  | OpenStreetMap (OSM) est un projet collaboratif de cartographie en ligne qui vise à constituer une base de données géographiques libre du monde (permettant par exemple de créer des cartes sous licence libre), en utilisant le système GPS et d'autres données libres. Il est mis en route en 2004 par Steve Coast à l'University College de Londres. Il fait appel à une large communauté de contributeurs individuels. |
|  | Vikidia est un projet d'encyclopédie en ligne à l'intention des enfants de 8 à 13 ans qui se base sur des principes et règles similaires à Wikipédia. |
|  | Le mouvement Wikimédia est un mouvement social, international et inter-communautaire, qui a pour mission d'apporter un contenu éducatif gratuit à l'ensemble du monde et dont le projet le plus connu est Wikipédia. Il regroupe plusieurs communs numériques organisées dont les communautés s'organisent soit par langue (Wikipédia, Wiktionnaire, Wikisource..), soit de manière internationale (Wikimedia Commons, Wikidata, Lingua Libre). Ces communs sont hébergés par la Fondation Wikimédia et soutenus par des acteurs nationaux.                                                                                    |

## Les communs numériques, l’État et le marché

### Communs numériques et actions publiques
Afin de garantir leur souveraineté technologique et de résister aux GAFAM, de pérenniser les investissements, de servir à la fois le marché et l'intérêt général et d'impliquer davantage les citoyens dans l'action publique, un certain nombre d'institutions publiques s'intéressent aux communs numériques et les intègrent dans leur politique.

#### En France
- La Direction interministérielle du Numérique possède depuis 2021 un Plan d’action logiciels libres et communs numériques[22] et accompagne des projets tels que Open Food Facts et PrimTux dans son Programme d'Accélérateur d'initiatives citoyennes[23].
- En 2022, lors de la présidence française du Conseil de l'Union européenne, l'ambassadeur pour le numérique Henri Verdier a appelé à la création d'une fondation européenne pour promouvoir les communs numériques[24].
- Avec sa stratégie « géocommuns », dont bénéficie par exemple l'alternative libre et française à Google Street View Panoramax[25], l'IGN cherche à accompagner les projets d’intérêt général utiles à ses missions[26].
- Le soutien au développement des communs numériques constitue l'un des axes de la Stratégie du numérique pour l'éducation 2023-2027 du ministère français de l'Éducation nationale[27]. La Direction du numérique pour l'éducation met ainsi à disposition des enseignants des outils tels que Apps.education.fr et organise annuellement depuis 2022 la Journée du Libre Éducatif ayant pour objectif d'acculturer un territoire aux communs numériques et de soutenir l'écosystème de celles et ceux qui créent et partagent des logiciels et ressources éducatives libres[28].
- L'un des quatorze articles de la Charte pour l'éducation à la culture et à la citoyenneté numériques les concernent directement : « Les communs numériques favorisent la co-création et le partage des ressources pérennes et accessibles que la communauté scolaire peut librement utiliser et modifier »[29].
- Dans la poursuite de ses précédents rapports dont le rapport Ambition numérique[30], le Conseil national du numérique renouvelle depuis 2022 son soutien aux communs numériques en visant à "montrer par l’expérience qu’il existe des outils ouverts, libres, participatifs, contributifs et qui œuvrent à la construction de savoirs communs[31]".
- En 2023, la commission supérieure du Numérique et des Postes a proposé dans un avis onze recommandations « pour développer les communs numériques comme des outils d’innovation publique et de souveraineté nationale et européenne »[32].

Néanmoins ce soutien de l’État français a pu être qualifié de paradoxal. Ainsi, pour Angie Gaudion:
« L’État contribue aux communs. Par exemple, l’Éducation nationale propose la page apps.education.fr qui référence un ensemble de services pédagogiques en ligne basés sur du logiciel libre. Mais l’État est paradoxal : il contribue aux communs et signe des accords avec Microsoft pour implémenter Windows sur les postes informatiques des écoles. De plus, cette initiative de l’Éducation nationale est très bonne, mais elle reste très méconnue du corps enseignant. Au-delà de la contribution, il y a donc aussi un enjeu important de promotion,. »

### La réutilisation des communs numériques
Les communs numériques jouent un rôle essentiel dans le fonctionnement de nombreux outils et services numériques intégrés à notre quotidien, avec une utilisation répandue tant par des entreprises que par des organismes publics.
- Ainsi, les données d'OpenStreetMap sont utilisées pour alimenter l'application de cartographie Plans d'Apple[34] mais sont aussi utilisées par l'IGN et La Poste pour constituer la Base adresse nationale[35].
- Les contenus de Wikipédia, reconnus pour leur fiabilité, sont largement sollicités dans de nombreux projets conduits par des entreprises. Pour lutter contre les fausses informations et le complotisme, Youtube a annoncé qu'elle afficherait des extraits de articles de Wikipédia sous les vidéos qui portent sur des théories du complot[36]. Les contenus de l'encyclopédie sont intégrés par la majorité des assistants vocaux pour enrichir leurs réponses automatiques[37]. Plus largement, les articles de Wikipédia apparaissent souvent en tête des résultats du moteur de rechercher de Google et sont mis en évidence dans un encadré Knowledge Graph[38]. L'importance des contenus de Wikipédia a par ailleurs conduit à la conclusion d'un partenariat entre Google et Wikimedia Enterprise[39].
- Les informations et travaux d'Open Food Facts constituent le socle de données utilisées par de très nombreux services tels que Yuka mais sont sous-tendent également des dispositifs tels que le Nutri-score.
- De manière générale, il peut être considéré que plus personne ne développe de logiciel sans utiliser de façon importante et systématique des composants de logiciel libre ou open source constitutifs de communs numériques. L'apparition de ces logiciels a profondément modifié la façon dont on développe le logiciel de nos jour et grandement augmenté la productivité de cette activité industrielle. Ce qui conduit certaines entreprises à contribuer activement au maintien des logiciels libres considérés comme critiques pour l'ensemble de l'écosystème numérique[40].

### Les communs entre capture et autonomie
Les grandes entreprises numériques ont largement recours au monde du libre et des communs numériques pour leur fonctionnement, leur amélioration de services, voire le déploiement de stratégies prédatrices ou anti-concurrentielles. Cependant, cette utilisation soulève un défi majeur en termes de réciprocité entre le monde commercial et les communs numériques.
Les communs numériques peuvent ainsi être exploités au service de stratégies commerciales étrangères, voire antinomiques, à leur vocation première. C'est le sens de la stratégie "Zero-click" de Google, consistant notamment à afficher les résultats de Wikipédia dans un espace dédié de la page de résultats Google Search. Un commun numérique, Wikipédia, sert une stratégie visant à ne pas sortir d'un écosystème numérique à vocation propriétaire et à visée capitalistique. Plus généralement, des communs numériques peuvent faire l'objet d'enclosures.
La contribution des grandes entreprises au logiciel libre a été largement documentée et qualifiée par Lionel Maurel dans son article sur "Les communs du capital". Dans ce cadre, les logiciels libres deviennent des outils stratégiques pour des entreprises qui cherchent à réduire leur dépendance vis-à-vis d'une autre entreprise, comme c'est le cas d'Apple et de Facebook qui utilisent OpenStreetMap pour rivaliser avec Google Maps. La réutilisation des ressources des communs numériques par les entreprises, parfois dénoncée comme un pillage des projets contributifs, peut conduire à une dépendance des communs numériques à l'égard des acteurs commerciaux. Par exemple, lorsque Wikipédia est supprimé des résultats du moteur de recherche de Google, le taux de clics sur les résultats proposés baisse significativement puisque la majeure partie de son lectorat est tirée de Google.
Cette tendance à l'intégration des communs numériques dans des logiques marchandes peut par ailleurs renforcer la menace sur leur pérennité. Si certaines entreprises contribuent de manière extensives aux communs numériques, d'autres ne contribuent pas nécessairement en retour, faisant reposer la charge du maintien et du développement de la ressource à la communauté souvent composée de bénévoles. Pour redresser cette situation, certains appellent à ce que les grandes entreprises du numérique soutiennent davantage financièrement les communs numériques, ce qui a conduit à la création de Wikimedia Enterprise pour pouvoir récupérer une rémunération sur l'utilisation commerciale de l'encyclopédie.
D'autres encouragent le développement d'outils juridiques qui imposent une forme de réciprocité pour protéger la ressource. C'est le cas par exemple de la plateforme CoopCycle, une fédération de coopératives de transport de marchandise à vélo, qui a développé la licence Coopyleft, qui interdit l’usage du logiciel de la plateforme par les acteurs capitalistes et qui n’autorise l’usage que par les coopératives. Ainsi, une des réponses pouvant être apportée à cette relation de dépendance des logiciels libres aux grandes entreprises du numérique pourrait résider dans le coopérativisme de plateforme. En effet, les coopératives offrent une forme juridique adaptée à l'exercice d'une gouvernance conjointe sur des ressources numériques comme les logiciels libres ou d'autres formes de ressources.
Malgré l'influence croissante de la logique marchande, la nature du mouvement des communs numériques n'a pas été altérée. La communauté continue de jouer un rôle crucial pour préserver les ressources partagées, face à l'appropriation par des acteurs individuels ou des groupes pour des intérêts privés. Par exemple, grâce aux  contributeurs de Wikipédia, l'encyclopédie demeure un espace neutre et collégial.
Beaucoup d'aspects relatifs à l'autonomie et à la pérennité des communs tiennent à leur modèle économique. L'activité des communs repose en général sur une partie de volontariat, mais pas seulement. La production de ressources numériques a en général un coût, si minime soit-il (moyens informatiques, stockage, accès réseaux, etc.). Le commun doit donc générer des ressources financières d'une façon ou d'une autre. Là encore, il y a une grande diversité de modèles économiques, diversité dans la taille (certains communs gèrent des centaines de millions d'euros, d'autres quelque dizaines de milliers) et dans le mode de génération. Beaucoup de modèles reposent sur des dons, individuels ou d'entreprises, venant de la communauté ou pas, mais d'autres modèles sont possibles. Dans le cas des communs de l'open source, la participation financières de certaines entreprises est directement liée à leur propre modèle économique.

### Commonswashing
Le concept de commons washing peut-être qualifié comme "la revendication de l'ouverture et de l'éthique du partage pour des entreprises à but lucratif, l'appropriation du concept et des valeurs du commun dans le discours dominant par des acteurs privés." Selon Mélanie Dulong de Rosnay, Panos Antoniadis and Félix Tréguer, il constitue "un phénomène supplémentaire d'appropriation sémantique considéré comme une extension de la logique du greenwashing, un enfermement de l'esprit, une capture des ressources, du langage, mais aussi potentiellement de l'imaginaire, et des cadres juridiques et politiques mis en place pour protéger et maintenir les avantages sociaux des biens communs."